# Amaro del Rosal Díaz
Amaro del Rosal Díaz (Avilés, 29 de desembre de 1904 – Madrid, 5 de febrer de 1991) fou un sindicalista i militant socialista i comunista asturià, exiliat del franquisme durant molts anys.

## Biografia
Era fill d'un taverner. El 1920 ja era membre de les Joventuts Socialistes d'Espanya, i va formar part dels fundadors del Partit Comunista Espanyol de Facundo Perezagua. El 1926 va anar a fer el servei militar al Protectorat espanyol al Marroc i en tornar es va establir a Madrid, on va treballar al Banco Urquijo, des d'on organitzà als treballadors de la banca com a membre de la UGT.
Va ingressar en l'Agrupació Socialista de Madrid el 1933. Va ser membre del Comitè Nacional de la UGT de 1932 a 1934 com a vocal pels treballadors de Banca i Borsa. Després va formar part de la Comissió Executiva de la UGT com a vocal des de gener de 1934 a octubre de 1937 i des d'aquesta data com a secretari adjunt. Oposat a Julián Besteiro, participà en la revolució de 1934. Per aquest motiu fou tancat a la presó Model de Madrid, on va fer amistat amb Santiago Carrillo. El 1936 funda el diari Claridad amb Luis Araquistáin.
Durant la guerra civil espanyola fou director general de la Caixa General de Reparacions i un dels encarregats de remetre part dels diners de la caixa a Mèxic en el iot Vita. L'octubre de 1937 es va oposar a Francisco Largo Caballero i fou secretari adjunt de l'executiva de Ramón González Peña de la UGT.
En acabar la guerra va marxar a França, on fou membre del Servei d'Evacuació de Refugiats Espanyols (SERE) i ajudà a organitzar l'evacuació de refugiats espanyols cap a Amèrica. Quan el Tercer Reich ocupà França el 1940 va partir des d'Anvers cap a Nova York. Allí hi fou retingut durant un mes per les autoritats d'immigració dels Estats Units fins que el deixaren marxar a Mèxic. L'octubre de 1944 va tornar a Europa i va participar en les Conferències Mundials Obreres de Londres i París, on es va constituir la Federació Sindical Mundial (1945).
El 1946 fou expulsat del PSOE juntament amb 36 militants més, acusats de subordinació al PCE i a l'URSS. El 1948 va ingressar al Partit Comunista d'Espanya, però sense abandonar la UGT, de la que en formà part de la Comissió Executiva fins al 1950. El 1952 fou expulsat de França i marxà cap a Mèxic, on es dedicà a fer activitats empresarials. A la mort de Franco va tornar a Espanya i s'establí a Madrid, on va morir el 1991. El 2009 fou rehabilitat i readmès en el PSOE a títol pòstum juntament amb els altres 36 expulsats.

## Obres
- Octubre: Segunda Etapa (1935) amb Santiago Carrillo.
- Los congresos obreros internacionales en el s. XIX (1953)
- Los congresos obreros internacionales en el s. XX (1963)
- La violencia, enfermedad del anarquismo (1976)
- Historia de la UGT en España: 1901-1939 (2 vols., 1977)
- Historia de la UGT en la emigración: 1939-1950 (1978)
- El movimiento revolucionario de octubre de 1934 (1983)